# Halkosaari (ö i Södra Savolax, S:t Michel, lat 62,05, long 27,15)
Halkosaari är en ö i Finland. Den ligger i sjön Kyyvesi och i kommunen Sankt Michel i den ekonomiska regionen  S:t Michel och landskapet Södra Savolax, i den södra delen av landet, 240 km nordost om huvudstaden Helsingfors. Öns area är omkring 470 kvadratmeter och dess största längd är 40 meter i nord-sydlig riktning.